# Oil City (Pennsylvania)
Oil City is een plaats (city) in de Amerikaanse staat Pennsylvania, en valt bestuurlijk gezien onder Venango County.

## Demografie
Bij de volkstelling in 2000 werd het aantal inwoners vastgesteld op 11.504.
In 2006 is het aantal inwoners door het United States Census Bureau geschat op 10.849, een daling van 655 (-5.7%).

## Geografie
Volgens het United States Census Bureau beslaat de plaats een oppervlakte van
12,3 km², waarvan 11,7 km² land en 0,6 km² water. Oil City ligt op ongeveer 306 m boven zeeniveau.

## Plaatsen in de nabije omgeving
De onderstaande figuur toont nabijgelegen plaatsen in een straal van 12 km rond Oil City.